# Opistognathus rhomaleus
Opistognathus rhomaleus är en fiskart som beskrevs av Jordan och Gilbert 1882. Opistognathus rhomaleus ingår i släktet Opistognathus och familjen Opistognathidae. IUCN kategoriserar arten globalt som livskraftig. Inga underarter finns listade i Catalogue of Life.